# Mỹ Quới
Mỹ Quới là một phường thuộc thành phố Cần Thơ, Việt Nam.

## Địa lý
Xã Mỹ Quới có vị trí địa lý:
- Phía đông giáp xã Tân Long và xã Vĩnh Lợi
- Phía tây và phía nam giáp tỉnh Cà Mau
- Phía bắc giáp phường Ngã Năm.

Phường Mỹ Quới có diện tích 83,91 km², dân số năm 2022 là 30.240 người, mật độ dân số đạt 360 người/km².

## Lịch sử
Ngày 20 tháng 9 năm 1975, Bộ Chính trị ban hành Nghị quyết số 245-NQ/TW về việc hợp nhất tỉnh Cần Thơ (ngoại trừ huyện Thốt Nốt), tỉnh Sóc Trăng, tỉnh Trà Vinh, tỉnh Vĩnh Long thành một tỉnh, tên gọi tỉnh mới cùng với nơi đặt tỉnh lỵ sẽ do địa phương đề nghị lên.
Ngày 20 tháng 12 năm 1975, Bộ Chính trị ban hành Nghị quyết số 19/NQ về việc hợp nhất tỉnh Cần Thơ (bao gồm cả huyện Thốt Nốt của tỉnh Long Xuyên), tỉnh Sóc Trăng thành một tỉnh mới, tên gọi tỉnh mới cùng với nơi đặt tỉnh lỵ sẽ do địa phương đề nghị lên.
Ngày 24 tháng 2 năm 1976, Chính phủ Cách mạng lâm thời Cộng hòa miền Nam Việt Nam ban hành Nghị định số 3/NQ/1976 về việc hợp nhất tỉnh Cần Thơ, tỉnh Sóc Trăng và thành phố Cần Thơ thành một tỉnh mới, lấy tên là tỉnh Hậu Giang.
Ngày 21 tháng 4 năm 1979, Hội đồng Chính phủ ban hành Quyết định số 174-CP về việc chia xã Vĩnh Quới thuộc huyện Thạnh Trị thành xã Vĩnh Quới và xã Vĩnh Biên.
Ngày 26 tháng 12 năm 1991, Quốc hội ban hành Nghị quyết về việc chia tỉnh Hậu Giang thành tỉnh Cần Thơ và tỉnh Sóc Trăng.
Ngày 1 tháng 4 năm 2003, Chính phủ ban hành Nghị định số 31/2003/NĐ-CP về việc thành lập xã Mỹ Bình thuộc huyện Thạnh Trị trên cơ sở 2.107 ha diện tích tự nhiên và 4.925 người của xã Mỹ Quới.
Sau khi điều chỉnh địa giới hành chính, xã Mỹ Quới còn lại 2.924,99 ha diện tích tự nhiên và 8.014 người.
Ngày 31 tháng 10 năm 2003, Chính phủ ban hành Nghị định số 127/2003/NĐ-CP về việc:
- Thành lập huyện Ngã Năm thuộc tỉnh Sóc Trăng.
- Chuyển 3 xã: Mỹ Bình, Mỹ Quới, Vĩnh Biên thuộc huyện Thạnh Trị về huyện Ngã Năm mới thành lập quản lý.

Ngày 26 tháng 11 năm 2003, Quốc hội ban hành Nghị quyết số 22/2003/QH11 về việc chia tỉnh Cần Thơ thành thành phố Cần Thơ trực thuộc trung ương và tỉnh Hậu Giang.
Ngày 8 tháng 8 năm 2013, UBND tỉnh Sóc Trăng ban hành Quyết định số 140/QĐ-UBND về việc công nhận trung tâm xã Vĩnh Biên đạt đô thị loại V.
Ngày 29 tháng 12 năm 2013, Chính phủ ban hành Nghị quyết số 133/NQ-CP về việc:
- Thành lập thị xã Ngã Năm thuộc tỉnh Sóc Trăng.
- Thành lập Phường 3 thuộc thị xã Ngã Năm trên cơ sở toàn bộ 3.370,6 ha diện tích tự nhiên và 8.390 người của xã Vĩnh Biên.
- Xã Mỹ Quới và xã Mỹ Bình trực thuộc thị xã Ngã Năm.

Tính đến ngày 31/12/2024:
- Phường 3 có 7 khóm: Mỹ Thanh, Vĩnh Bình, Vĩnh Hậu, Vĩnh Mỹ, Vĩnh Sử, Vĩnh Tiền, Vĩnh Trung.
- Xã Mỹ Quới có 9 ấp: Mỹ Đông I, Mỹ Đông II, Mỹ Tây A, Mỹ Tây B, Mỹ Thành, Mỹ Thọ, Mỹ Tường A, Mỹ Tường B, Mỹ Tường I.
- Xã Mỹ Bình có 5 ấp: Cơi Nhì, Mỹ Lộc 1, Mỹ Lộc 2, Mỹ Phước, Mỹ Tân.

Ngày 12 tháng 6 năm 2025, Quốc hội ban hành Nghị quyết số 202/2025/QH15 về việc sắp xếp đơn vị hành chính cấp tỉnh (nghị quyết có hiệu lực từ ngày 12 tháng 6 năm 2025). Theo đó, sáp nhập tỉnh Hậu Giang và tỉnh Sóc Trăng vào thành phố Cần Thơ.
Ngày 16 tháng 6 năm 2025, Ủy ban Thường vụ Quốc hội ban hành Nghị quyết số 1668/NQ-UBTVQH15 về việc sắp xếp các đơn vị hành chính cấp xã của thành phố Cần Thơ năm 2025 (nghị quyết có hiệu lực từ ngày 16 tháng 6 năm 2025). Theo đó, thành lập phường Mỹ Quới thuộc thành phố Cần Thơ trên cơ sở toàn bộ 33,87 km² diện tích tự nhiên, quy mô dân số là 11.545 người của Phường 3; toàn bộ 20,66 km² diện tích tự nhiên, quy mô dân số là 7.365 người của xã Mỹ Bình và toàn bộ 29,38 km² diện tích tự nhiên, quy mô dân số là 11.330 người của xã Mỹ Quới thuộc thị xã Ngã Năm, tỉnh Sóc Trăng.
Phường Mỹ Quới có 83,91 km² diện tích tự nhiên và quy mô dân số là 30.240 người.